# 旧大連航路上屋
旧大連航路上屋（きゅうだいれんこうろうわや）は、福岡県北九州市門司区西海岸1-3-5にある建築物。港や客船を中心とした海事資料が展示され、また映画・芸能資料を展示する松永文庫などを有する。

## 歴史
1929年（昭和4年）、国会議事堂等を手掛けた官庁建築課大熊善邦の設計によって、門司税関1号上屋として建設された。台湾、中国・大連等と門司港を結ぶ国際航路のターミナル施設として使われていた。
門司港駅の近くにあることから、1990年代に門司港レトロが観光地として整備される際にこの建物の活用が検討された。2013年（平成25年）7月19日には映画資料館の松永文庫などが入る旧大連航路上屋として開館した。
2017年（平成29年）、日本遺産「関門"ノスタルジック"海峡 ～時の停車場、近代化の記憶」の構成文化財となった。